# Leme (São Paulo)
Pour les articles homonymes, voir Leme (homonymie).
Leme est une municípalité brésilienne de l'intérieur de l'État de São Paulo. Elle fait partie des Régions Géographiques Intermédiaires de Campinas et  Immédiate d'Araras. Elle se situe à environ 190 km au nord-ouest de la capitale de l'État São Paulo, et occupe une surface de 402,87 km2, dont 11,101 km2 dans le périmètre urbain et les 391,769 km2 restant constituent sa zone rurale. Ses coordonnées géographiques sont 22º11'08" de latitude sud et 47º23'25" de longitude ouest. Son altitude est de 619 mètres. En 2017, sa population fut estimée par l'IBGE à 101 184 habitantes. La municipalité est formée par la siège du district et comprend les quartiers ruraux de Taquari, Taquari Ponte et Caju.

## Histoire
Le 1er mai 1875, la Compagnie Pauliste de Chemin de Fer et le gouvernement provincial décidèrent la construction d'une ligne secondaire qui, partant de Cordeiros (aujourd'hui Cordeirópolis) et passant par Araras et Pirassununga, atteindrait Porto Ferreira sur  la rivière Mogi Guaçu.
Les dates de l'entreprise sont les suivantes : 18 février 1876 début de la construction, 10 avril 1877 : ouverture de la section de Cordeiropolis à Araras et le 30 septembre 1877 inauguration de la gare de Leme.
Avant l'arrivée du chemin de fer à la Fazenda Palmeiras (appartenant à la famille Leme), le Portugais du nom de Manoel Gomes Neto, fournisseur de main d'œuvre sur cette route, construisit un petit ranch sur les terres de Manuel Leme, où il installa une petite boutique qui commença à rassembler d'autres personnes et on y construisit une petite chapelle pour rendre hommage à Manuel Leme.

## Géographie
Leme a une superficie de 403,1 km2 située dans le centre-est de l'État de São Paulo.
Située dans le bassin versant de la rivière Mogi-Guaçu, Leme a une température annuelle moyenne de 22 ° C. Son climat est sec en hiver et pluvieux en été. La ville a un relief doux dans la zone urbaine et dans certaines parties de la zone rurale, ce qui facilite l'expansion urbaine, une excellente utilisation agricole et le transport à vélo (bon marché et non polluant), ce qui est assez courant dans la municipalité.

## Démographie
| Évolution de la population (municipalité) | Évolution de la population (municipalité) | Évolution de la population (municipalité) | Évolution de la population (municipalité) |
| Année                                     | Population                                |                                           | %±                                        |
| ----------------------------------------- | ----------------------------------------- | ----------------------------------------- | ----------------------------------------- |
| 1920                                      | 9 153                                     |                                           |                                           |
| 1940                                      | 13 783                                    |                                           | 50,6%                                     |
| 1950                                      | 15 480                                    |                                           | 12,3%                                     |
| 1960                                      | 21 518                                    |                                           | 39,0%                                     |
| 1970                                      | 31 229                                    |                                           | 45,1%                                     |
| 1980                                      | 46 253                                    |                                           | 48,1%                                     |
| 1991                                      | 68 215                                    |                                           | 47,5%                                     |
| 2000                                      | 80 757                                    |                                           | 18,4%                                     |
| 2010                                      | 91 756                                    |                                           | 13,6%                                     |
| 2022                                      | 98 161                                    |                                           | 7,0%                                      |
| ,                                         |                                           |                                           |                                           |

Données du Recensement de 2010
- Population totale : 91.756
  - Urbaine : 89.862
  - Rurale : 1.902
  - Hommes : 46.030
  - Femmes : 45.726
- Densité de population (hab./km²) : 227,75
- Mortalité infantile jusqu'à 1 an (pour mille) : 13,44
- Espérance de vie (années) : 72,57
- Taux de fécondité (enfants par femme) : 2,22
- Taux d'alphabétisation : 90,14%
- Indice de développement humain (IDH-M) : 0,796
  - IDH-M Rente : 0,734
  - IDH-M Longévité : 0,793
  - IDH-M Éducation : 0,860     (Source: IPEADATA)
- Ethnicité
  - Pourcentage de couleur / race
    - Blanc 79,3%
    - Noir 4,3%
    - Métis 15,9%
    - Jaune 0,1%
    - Autochtones 0,1%

### Hydrographie
- Rio Mogi-Guaçu (Mojiguaçu)
- Rio Capetinga
- Ribeirão do Roque
- Ribeirão do Meio
- Córrego Constantino
- Córrego Batinga

## Transports
- Terminal de bus "José Antunes Filho" (en portugais: Rodoviária de Leme), avec lignes interurbaines et interétatiques
- Aerodromo Yolanda Penteado (piste pavée 1100 x 30 m)[8]

Les transports publics sont assurés par la société Transbellaflor, reliant le centre aux quartiers urbains et ruraux de la ville. Leme dispose d'un terminal d'autobus qui la relie à plusieurs villes du nord-ouest et du centre-est de l'État, en plus de la capitale de São Paulo et de la ville de Goiânia, capitale de l'état de Goiás. [15]  
Leme est desservie par la SP-330, mieux connue sous le nom de Rodovia Anhanguera, qui commence à São Paulo et se poursuit jusqu'à Igarapava, à la frontière avec l'état de Minas Gerais.
Bien qu'elle soit baignée par les rivières Mogi-Guaçu et Roque, la commune n'a pas beaucoup de tradition en matière de transport fluvial.

### Les chemins de fer
La ville a également été desservie par chemin de fer, sur l'embranchement Descalvado de l'ancienne Companhia Paulista de Estradas de Ferro, qui reliait la ville aux municipalités de Descalvado et Cordeirópolis, où elle rencontrait la ligne ferroviaire principale, qui reliait les villes de Campinas et de Jundiai. L'embranchement ferroviaire, inauguré en 1877, était en grande partie responsable du flux de production de café et de lait dans la région, en plus du transport de passagers entre les villes du Centre-Est de l'État.
Le dernier train de voyageurs à parcourir l'embranchement s'est arrêté à la gare de Leme pour la dernière fois en février 1977. Cependant, le transport de marchandises resta actif dans la région jusqu'en 1990, date à laquelle la gare et l'embranchement ont été désactivées et abandonnées par la suite.
En décembre 1997, les voies ont été retirées de la ville et, depuis 2009, l'ancienne gare abrite un terminal de bus de la ville, dont le bâtiment a été préservé.

### Les autoroutes
SP-330 - Autoroute Anhanguera

## Infrastructures

### Les communications
Dans le secteur de la téléphonie, la ville a été desservie par Companhia Telefônica Brasileira (CTB) jusqu'en 1973, date à laquelle elle fit partie des Telecomunicações de São Paulo (TELESP), qui a inauguré le central téléphonique utilisé jusqu'à aujourd'hui. En 1998, cette société a été vendue à Telefônica, qui a adopté en 2012 la marque Vivo pour ses opérations,.

## Éducation
La ville de Leme a un système d'enseignement primaire et secondaire, public et privé, et une variété d'écoles techniques, avec 36 écoles élémentaires, 42 unités préscolaires, 15 lycées et quelques établissements d'enseignement supérieur. Au total, il y a 15 503 inscriptions d'élèves et 1 034 d'enseignants. Il y a aussi un ETEC, une école technique de niveau secondaire, avec courses de administration, multimédia, pharmacie, développement de systèmes et d'autres.
Dans l'enseignement supérieur, il existe une université publique et une université privée. Les établissements d'enseignement supérieur de la ville sont l'Université Anhanguera et l'Université Virtuelle de l'État de São Paulo (Univesp).
Le facteur «éducation» de l'IDH de la commune a atteint 0,665 en 2013, un niveau considéré comme moyen, selon les normes du Programme des Nations unies pour le développement (PNUD), alors que le taux d'analphabétisme indiqué par le dernier recensement démographique de l'IBGE était de 8,81%.
Pour l'indice de développement de l'éducation de base (IDEB) de 2015, Leme a obtenu un score de 6,7 dans la première phase de l'école élémentaire (premières années) et de 5,0 dans la deuxième phase (dernières années). Cependant - tout comme les grands contrastes observés dans la capitale, dans certaines régions périphériques et pauvres - l'appareil éducatif public de niveau moyen et fondamental est encore déficient, compte tenu de la relative rareté des écoles ou des ressources. Dans ces endroits, la violence impose généralement des barrières aux performances scolaires, constituant l'une des principales causes d'abandon scolaire ou de manque d'apprentissage.

## Économie
Selon les données de l'IBGE, en 2018, le produit intérieur brut par habitant de la municipalité était de 31 320,57 R $. L'économie de la municipalité est basée sur l'agriculture, l'industrie, le commerce et l'offre de services. Leme a comme principales cultures agricoles: la canne à sucre, le maïs, le soja, l'orange et le sorghum. Il y a de grands silos à grains et à café, et une usine de canne à sucre qui produit du sucre, de l'éthanol et de la bioénergie. Dans l'élevage, les principaux faits saillants sont les porcins, les bovins laitiers et de boucherie.
Le secteur industriel est très varié, avec des productions dans les domaines de l'alimentation, des boissons, des machines, des produits pour l'agriculture, de la chimie, de la céramique, du fibrociment, des meubles, des matériaux électriques et autres.
Le secteur du commerce et des services gagne également en importance. Le commerce est assez diversifié, y compris des unités de grandes chaînes de vente au détail national et certains internationaux. Selon les données de la Banque Centrale du Brésil, Leme dispose de 10 succursales bancaires qui, ensemble, traitent environ 150 millions de Réais en opérations de crédit (Cf. Banque centrale du Brésil, Documents administratifs 2007).

## Culture et loisirs
Points et activités d'intérêt:
- Le Tour des 12 Chapelles (en Portugais: Circuito das 12 Capelas)

- Parc "Dr. Enni Jorge Draib (Lac municipal)

- Parc écologique "Mourão" (Bosque)

- Mémorial de l'eau "Maire Ricardo Landgraf"

- Place Manoel Leme et l'ancienne Gare de Leme

- Musée Historique de Leme

- Sanctuaire diocésain de São Manoel

- Place Rui Barbosa

- Stade Municipal Bruno Lazzarini

Soirée Peão de Leme: organisée chaque année, avec des présentations par plusieurs artistes célèbres de la musique sertaneja.

## Sports
Le Stade Bruno Lazzarini est un stade de football qui accueille les matchs du Lemense FC. En outre, à Leme, il existe d'autres terrains de football, salles et zones de loisirs utilisés par la population.

## Religion
Le Christianisme est présent dans la ville comme suit:

### Église Catholique
L'église catholique de la commune fait partie du Diocèse de Limeira.

### Église Protestante
Les croyances évangéliques les plus diverses sont présentes dans la ville, principalement pentecôtistes, notamment les Assemblées de Dieu brésiliennes (la plus grande église évangélique du pays),, Congrégation Chrétienne au Brésil, entre autres. Ces dénominations se développent de plus en plus dans tout le Brésil.